# Département du Territoire
Le département du Territoire, du Logement et de la Transition écologique (en catalan : Departament de Territori, Habitatge i Transició Ecològica) est le département de la Généralité responsable de l'aménagement du territoire, des travaux publics, des transports, du logement, de l'eau, de l'environnement et de l'énergie en Catalogne.

## Fonctions

### Missions
Le département du Territoire est responsable de l'exercice des compétences propres de la généralité de Catalogne dans les domaines : 
- de la politique et la planification territoriale et l'urbanisme ;
- du foncier ;
- du logement ;
- du logement public ;
- de la réglementation et du contrôle de la construction ;
- de la rénovation urbaine ;
- des politiques d'impulsion au programme urbain de Catalogne ;
- des travaux publics et infrastructures ;
- des marchés publics d'infrastructures de Catalogne ;
- des routes, chemins de fer, ports et aéroports ;
- des mobilités et transports ;
- de la montagne et du littoral ;
- de l'environnement, du changement climatique et du développement durable ;
- de l'eau ;
- des déchets ;
- des services météorologiques ;
- de l'énergie et des énergies renouvelables ;
- des milieux naturels et de la biodiversité.

### Organisation
Le département du Territoire s'organise de la façon suivante, : 
- secrétariat général (Secretaria General) ;
- secrétariat aux Mobilités et aux Infrastructures (Secretaria de Mobilitat i Infraestructures) ; 
  - direction générale des Infrastructures de mobilité ;
  - direction générale des Transports et des Mobilités ;
- secrétariat au Territoire, à l'Urbanisme et aux Programmes urbains (Secretaria de Territori, Urbanisme i Agenda Urbana) ; 
  - direction générale de l'Aménagement du territoire, de l'Urbanisme et de l'Architecture ;
  - direction générale de la Stratégie territoriale ;
  - direction générale des Programmes et de la Rénovation urbains ;
  - Direction générale des Politiques de la montagne et du littoral ;
- secrétariat au Logement (Secretaria d'Habitatge).

## Histoire
Le département de la Politique territoriale et des Travaux publics (Departament de Política Territorial i Obres Públiques) est créé le 5 décembre 1977 par le président de la Généralité Josep Tarradellas dans le cadre du rétablissement de l'autonomie de la Catalogne.
Le 29 décembre 2010, le président de la Généralité Artur Mas change son nom pour en faire le département du Territoire et de la Durabilité (Departament de Territori i Sostenibilitat). Son titre est modifié en département des Politiques numériques et du Territoire (Departament de Polítiques Digitals i Territori) par le président de la Généralité Pere Aragonès le 26 mai 2021, puis en département du Territoire le 10 octobre 2022.
Il devient le département du Territoire, du Logement et de la Transition écologique le 12 août 2024.

## Conseillers
| Titulaire                                     | Titulaire                       | Dates      | Dates       | Parti        | Gouvernement      |
| --------------------------------------------- | ------------------------------- | ---------- | ----------- | ------------ | ----------------- |
| Politique territoriale et Travaux publics     |                                 |            |             |              |                   |
|                                               | Narcís Serra i Serra            | 05/12/1977 | 22/03/1979  | PSC          | Tarradellas       |
|                                               | Lluís Armet i Coma              | 24/03/1979 | 08/05/1980  | PSC          | Tarradellas       |
|                                               | Josep Maria Cullell i Nadal     | 08/05/1980 | 14/06/1983  | CDC          | Pujol I           |
|                                               | Xavier Bigatà i Ribé            | 14/06/1983 | 04/07/1988  | CDC          | Pujol I et II     |
|                                               | Joaquim Molins i Amat           | 04/07/1988 | 29/04/1993  | CDC          | Pujol III et IV   |
|                                               | Josep Maria Cullell i Nadal     | 06/05/1993 | 18/11/1994  | CDC          | Pujol IV          |
|                                               | Jaume Roma i Rodríguez          | 18/11/1994 | 15/06/1995  | CDC          | Pujol IV          |
|                                               | Artur Mas i Gavarró             | 15/06/1995 | 30/07/1997  | CDC          | Pujol IV et V     |
|                                               | Pere Macias i Arau              | 30/07/1997 | 20/11/2001  | CDC          | Pujol V et VI     |
|                                               | Felip Puig i Godes              | 20/11/2001 | 20/12/2003  | CDC          | Pujol VI          |
|                                               | Joaquim Nadal i Farreras        | 20/12/2003 | 29/12/2010  | PSC          | Maragall Montilla |
| Territoire et Durabilité                      |                                 |            |             |              |                   |
|                                               | Lluís Miquel Recoder i Miralles | 29/12/2010 | 22/12/2012  | CDC          | Mas I             |
|                                               | Santiago Vila i Vicente         | 22/12/2012 | 14/01/2016  | CDC          | Mas II            |
|                                               | Josep Rull i Andreu             | 14/01/2016 | 27/10/2017  | CDC PDeCAT   | Puigdemont        |
|                                               | Josep Rull i Andreu             | 14/01/2016 | 27/10/2017  | CDC PDeCAT   | Puigdemont        |
|                                               | Damià Calvet i Valera           | 29/05/2018 | 26/05/2021  | PDeCAT Junts | Torra             |
|                                               | Damià Calvet i Valera           | 29/05/2018 | 26/05/2021  | PDeCAT Junts | Torra             |
| Politiques numériques et Territoire           |                                 |            |             |              |                   |
|                                               | Jordi Puigneró i Ferrer         | 26/05/2021 | 29/09/2022  | Junts        | Aragonès          |
| Territoire                                    |                                 |            |             |              |                   |
|                                               | Julià Fernàndez i Olivares      | 11/10/2022 | 12/06/2023  | ERC          | Aragonès          |
|                                               | Ester Capella i Farré           | 12/06/2023 | 12/08/2024  | ERC          | Aragonès          |
| Territoire, Logement et Transition écologique |                                 |            |             |              |                   |
|                                               | Sílvia Paneque i Sureda (ca)    | 12/08/2024 | en fonction | PSC          | Illa              |